# Kostiantyn Macion
Kostiantyn Ołehowycz Macion, ukr. Костянтин Олегович Маціон (ur. 9 lutego 1982 w Doniecku) – ukraiński piłkarz, grający na pozycji obrońcy.

## Kariera piłkarska

### Kariera klubowa
Wychowanek klubu Szachtar Donieck, w barwach którego rozpoczął karierę piłkarską. Jednak występował tylko w drugiej i trzeciej drużynie Szachtara. Latem 2001 przeszedł do Zorii Ługańsk. Na początku 2003 wyjechał za granicę, gdzie bronił barw łotewskich klubów FK Rīga, FK Jūrmala-VV i Daugava Dyneburg. Latem 2011 przeniósł się do litewskiego zespołu Kruoja Pokroje.

## Sukcesy i odznaczenia

### Sukcesy klubowe
- brązowy medalista Mistrzostw Łotwy: 2007
- finalista Pucharu Łotwy: 2010